# Metriocnemus antennalis
Metriocnemus antennalis är en tvåvingeart som först beskrevs av Jean-Jacques Kieffer 1921.  Metriocnemus antennalis ingår i släktet Metriocnemus och familjen fjädermyggor.
Artens utbredningsområde är Polen. Inga underarter finns listade i Catalogue of Life.